# Flemming Dahl
Gösta Flemming Lauge Rietz Granzow Dahl, född 12 februari 1896 i Köpenhamn, död 21 mars 1976 i Ordrup,) var en dansk historiker, gymnasielärare, stadsarkivarie och författare, som bland annat arbetade vid Rigsarkivet, Det Kongelige Bibliotek och Dansk Biografisk Leksikon. Han gifte sig 1923 med barnboksförfattarinnan Minna Friis.
Flemming Dahl var son till professor Frantz Dahl och Maria Vilhelmina Granzow. Efter avslutad utbildning, där han 1922 erhöll en magisterexamen i historia, danska och tyska, blev han året efter gymnasielärare vilket han var fram till 1934. Från 1929 och framåt arbetade han även i olika befattningar vid Rigsarkivet. På grund av sina nazistiska åsikter under 1930-talet och under ockupationen av Danmark suspenderades han från Rigsarkivet i juni 1945, med efterföljande avsked i mars 1948. Flemming Dahl hade varit medlem i DNSAP, där han tillhörde partiets innersta kretsar och beskrevs som en av de ledande i partiets Landsledelse for Kultur. Under en tid därefter arbetade han vid Det Danske Sprog- og Litteraturselskab. År 1952-1970 arbetade han vid Det Kongelige Bibliotek som arkivarie.